# Кишница
Кишница (алб. Kishnicë) је насеље у граду Приштини на Косову и Метохији. По законима Републике Косово, налази се у саставу општине Грачаница и самостално је. Атар насеља се налази на територији катастарских општина Грачаница и Бадовац. По законима Србије, Кишница је заселак Грачанице. Настала је око рударско-индустријског комплекса Кишница и рудника олово-цинкане руде. Архаични назив је Кижница.

## Демографија
Како је Кишница по законима Србије сматрана делом Грачанице, број становника овог насеља може се пратити након проглашења независности Републике Косово. Према резултатима пописа становништва из 2011. године, а који је српско становништво делимично бојкотовало, у Кишници је живело 700 становника: од тог броја Албанаца је било 666, Срба 31 и 1 Бошњак.